# James Duff (4e comte Fife)
James Duff, 4e comte de Fife (6 octobre 1776 - 9 mars 1857), est un Écossais devenu général espagnol.

## Biographie
James est le fils aîné d'Alexander Duff, qui succède à son frère comme troisième comte Fife en 1809. Il fait ses études à Édimbourg et n'est pas destiné à l'armée.
Le 9 septembre 1799, il épouse Mary Caroline Manners (deuxième fille de John Manners (homme politique) et Louisa Tollemache (7e comtesse de Dysart) (en)), décédée le 20 décembre 1805 sans enfants. Sur ce, Duff cherche la distraction en 1808 en se portant volontaire pour rejoindre les Espagnols dans leur guerre contre Napoléon. Son aide est reçue avec plaisir, d'autant plus qu'il est devenu plein d'enthousiasme et avec une bourse pleine, et il est fait major-général dans le service espagnol .
Il sert avec une grande distinction à la bataille de Talavera, où il est gravement blessé en tentant de rallier les fuyards espagnols. Cette année-là, en 1809, il devient vicomte Macduff lors de l'accession de son père au comté irlandais de Fife, mais il continue à servir en Espagne et est présent lors de la défense de Cadix contre le maréchal Victor, et est de nouveau gravement blessé lors de l'attaque sur le fort Matagorda en 1810. Le 17 avril 1811, il succède à son père comme quatrième comte Fife, et comme Lord Lieutenant du Banffshire, et retourne en Grande-Bretagne, après avoir été fait chevalier de l'ordre de Saint-Ferdinand. Il est élu député de Banffshire en 1818 et devient Lord-in-waiting l'année suivante .
Il est créé baron Fife dans la pairie du Royaume-Uni le 27 avril 1827, année où il est également fait chevalier du chardon. Peu de temps après, il se retire complètement en Écosse, où il vit à Duff House, Banffshire, bien-aimé de ses locataires et très intéressé par l'agriculture et l'élevage de bétail, et il meurt là, à 80 ans, le 9 mars 1857 .
Son influence est déterminante dans le passage de José de San Martín - un capitaine espagnol à cette époque - en Amérique du Sud en 1812, qui libérera l'Argentine, le Chili et le Pérou de la domination espagnole. En 1824, le général José de San Martin, héros national actuel de l'Argentine et du Pérou, lui rendit visite à Duff House.
Son neveu, James Duff, lui succède. Il est le fils aîné de son frère unique, le général Alexander Duff, qui est un officier très distingué, et commande le 88e régiment, les Connaught Rangers, de 1798 à 1810, servant à sa tête dans l'expédition de Baird de l'Inde en Égypte en 1801, et dans l'attaque de Buenos Aires en 1806.